# Mal- und Zeichenschule (Weimar)

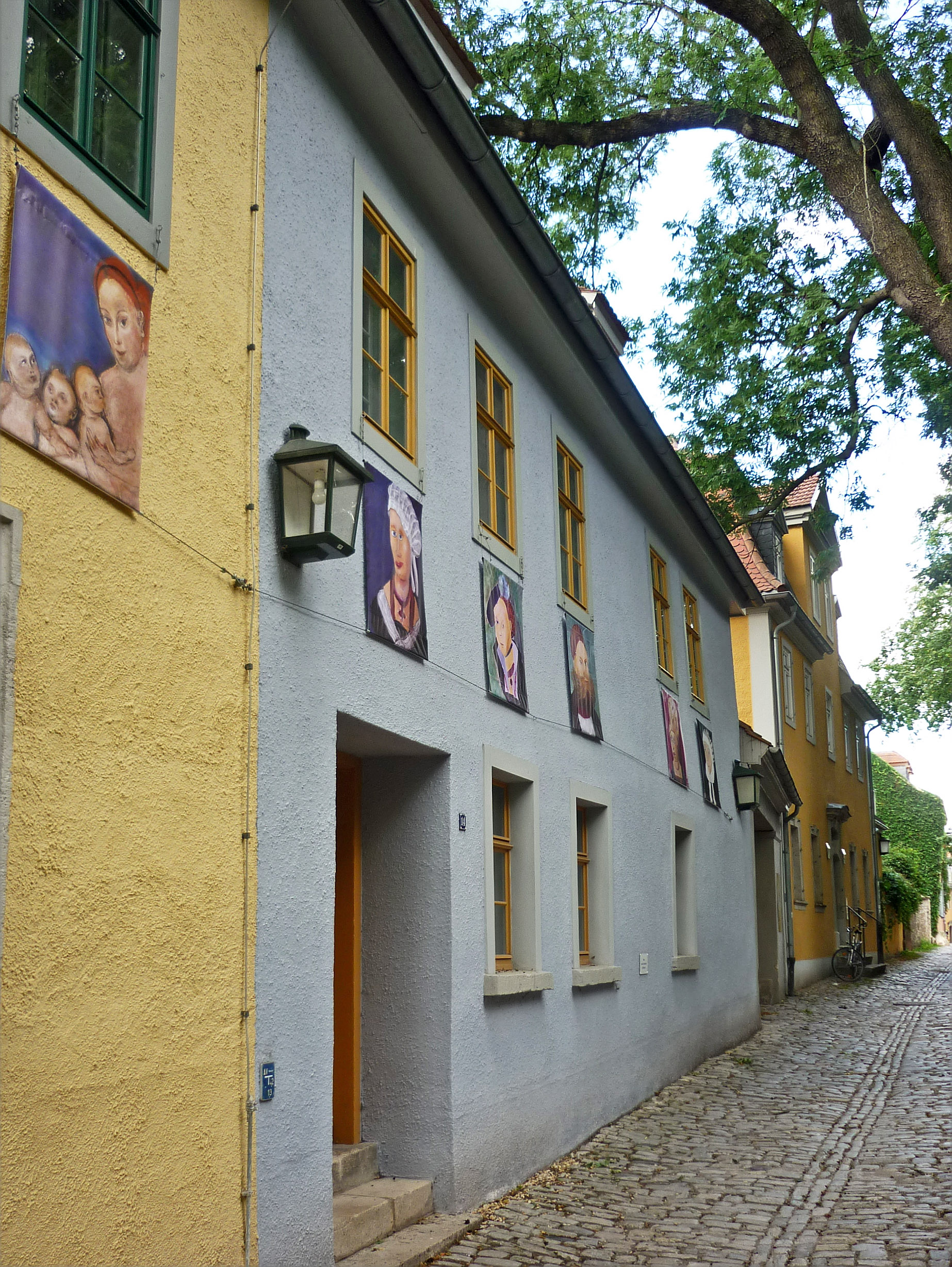
Seifengasse 14

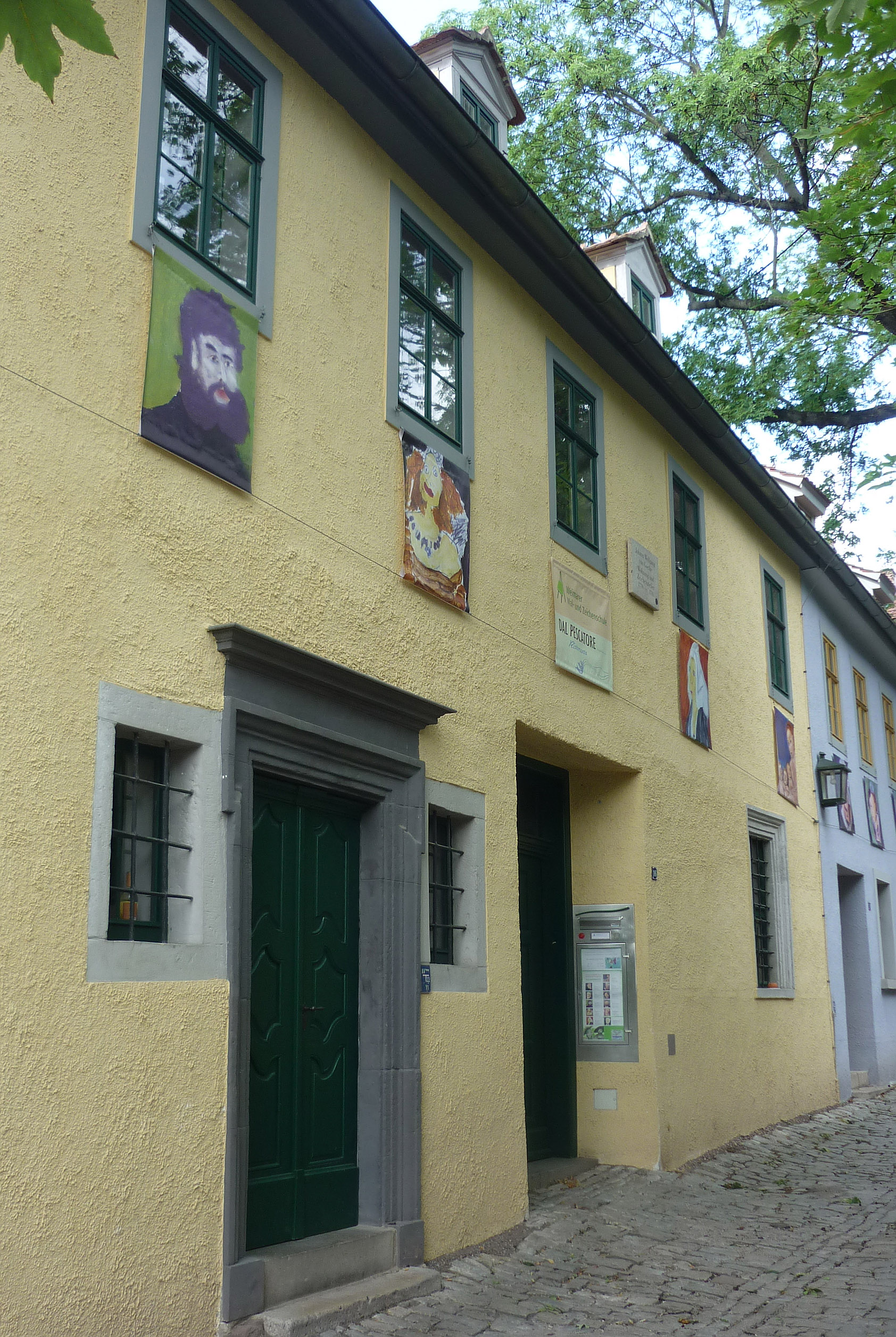
Seifengasse 16

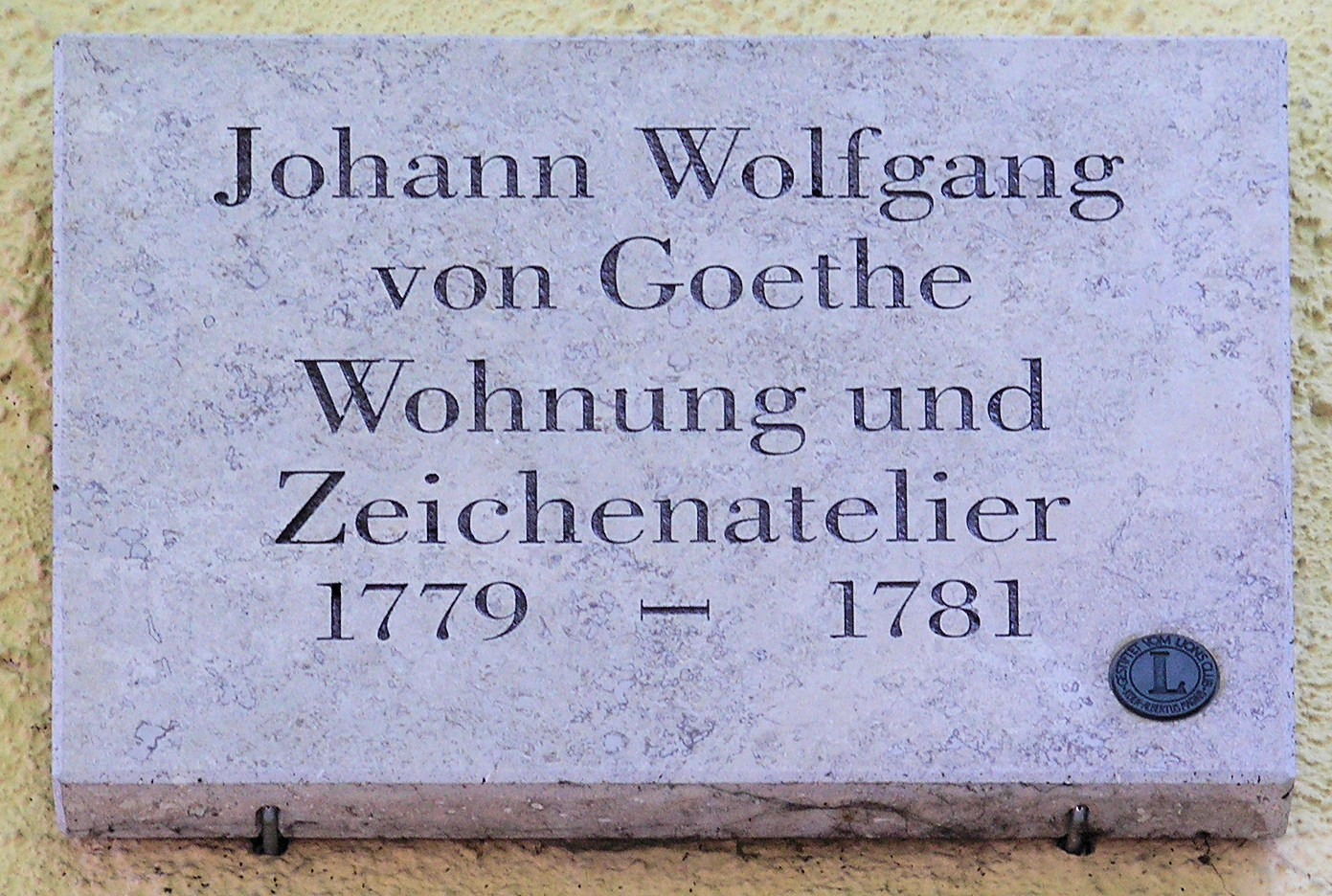
Gedenktafel für Johann Wolfgang von Goethe am Haus Seifengasse 16

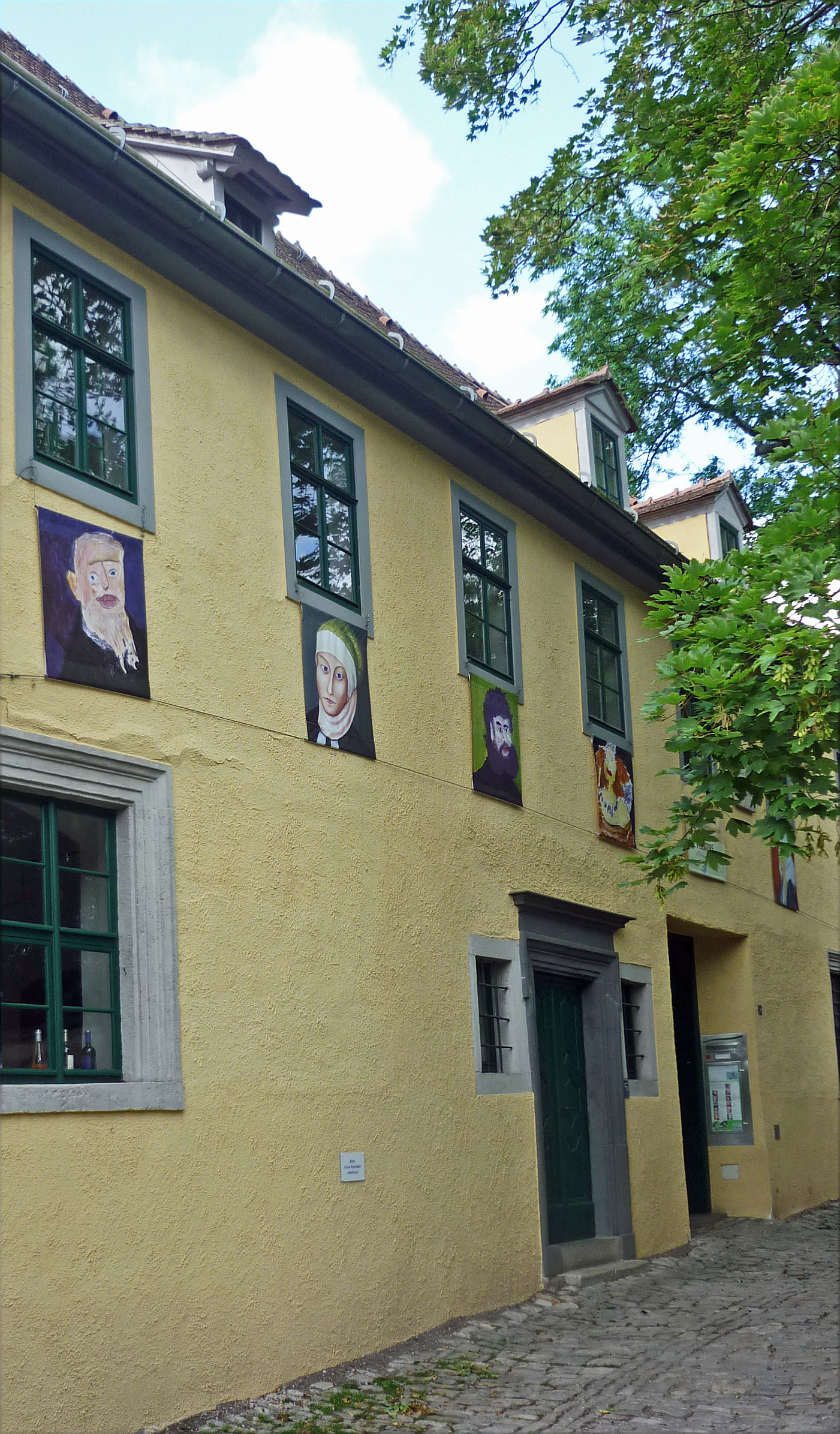
Seifengasse 16a

Die Mal- und Zeichenschule in der Seifengasse 14, 16 und 16a in der Altstadt von Weimar ist ein denkmalgeschützter Baukörpe, dessen heutige Nutzung nicht seiner baulichen Geschichte vor 1996 entspricht.

## Geschichte
Die drei Häuser gehörten ebenso wie das Haus der Frau von Stein und das benachbarte Haus Seifengasse 12 zum vormaligen Stiedenvorwerk zu dem verschiedene Wohn- und Wirtschaftsgebäude gehörten. Dieses ging 1612 in den Besitz der herzoglichen Familie über, dessen Bestandteile wiederum andere Eigentümer, überwiegend Hofbeamte, fanden. Goethe selbst hatte in der Nr. 16 insbesondere für die Wintermonate vom 2. August 1779 bis zum 2. Juni 1781 eine Dachkammer in dem Haus Seifengasse 16 angemietet, betrachtete diese jedoch nur als Notquartier. Goethe selbst schrieb, das die Wohnung der Frau Charlotte von Stein mit der seinigen Seifengasse 16 durch eine Pforte miteinander verbunden war. Die klassizistischen Ausstattungen im Zeichensaalen den Innenräumen befindet sich eine Büste als Gipsabguss mit dem Porträt Goethes nach Alexander Trippel. Der äußerlich schlichte Gebäudekomplex hat eine komplizierte Entstehungsgeschichte, wie sie die spätmittelalterliche bzw. frühneuzeitliche Bebauung in der Frauenvorstadt kennzeichnet. Die zweigeschossigen verputzten Häuser wurden in Mischbauweise mit steinernem Erdgeschoss und den Obergeschossen in Fachwerk ausgeführt. Von den Vorgängergebäuden blieben in der Nr. 16 der Keller, die steinernen Umfassungsgewände des Erdgeschosses und eine Schwarze Küche erhalten. Westlich des Hausflures von Nr. 16a ein gewölbter Raum mit Kreuzgratgewölben. Das Fachwerkobergeschoss bestand bereits im 15. Jahrhundert. Reste davon sind erhalten, wurden aber mehrfach verändert. Bei Nr. 14 datieren die ältesten Fachwerkwände dendrochronologisch um 1588/89. Es wird angenommen, dass dieses Gebäude zunächst als Lager diente, an dessen Stelle 1597/98 laut Dendrochronologie ein Neubau errichtet wurde, der den östlichen Teil von Nr. 14 sowie den westlichen von Nr. 16a bildet. Nach 1757 kam es zu einem tiefgreifenden Umbau, bei welchem die Traufhöhen der Gebäudeteile nivelliert wurden. Dabei wurde der ältere westliche Teil des Hauses in seiner Gebäudetiefe dem jüngeren Bestand angepasst. Um 1830 wurde das Anwesen in drei eigenständige Hausteile separiert. Dabei kam es zu einschneidenden Eingriffen in die Binnenstruktur des Gebäudekomplexes, der so eine Neuordnung unterzogen wurde. So kamen für die Häuser eigenständige Treppenhäuser. Die überlieferten Teile der Ausstattungen dokumentieren die verschiedenen Umbauphasen. So finden sich zahlreiche barocke und klassizistische Feldertüren und verschiedene Schmuckfußböden, zudem eine dendrochronologisch auf 1603 datierte Holzstube in Nr. 16a mit einer jüngeren barocken Stuckdecke sowie der Vorsaal im Obergeschoss, dessen Unterzug Pfeilern und Säulen mit korinthischen Kapitellen getragen wird. Im Dachgeschoss befindet sich der Zeichensaal mit Wandpfeilern in klassizistischer Manier. In einigen Räumen konnten zudem die barocken Wand- und Deckenfassungen konserviert bzw. restauriert werden. Eine Gedenktafel an der Hausfassade erinnert an den Dichterfürsten. Von 1994 bis 1996 erfolgte eine umfassende Sanierung. Nutzer ist u. a. der Weimarer Mal- und Zeichenschule e.V. An der Fassade unter den Fenstern des Obergeschosses sind von dieser Bilder zu sehen. Die traditionsreiche Weimarer Mal- und Zeichenschule, die übrigens auch von Goethe selbst gefördert wurde, zog im Juli 1996 in die neu renovierten Gebäude in der Seifengasse. Annette Seemann spricht allerdings in ihrer Kulturgeschichte Weimars von "ihr neu renoviertes Gebäude", also im Singular.
Es befindet sich hier auch ein Cafe.